# برگن (راینلاند-فالتس)
برگن (به آلمانی: Bergen) یک شهر در آلمان است که در Birkenfeld واقع شده‌است. برگن ۴۷۰ نفر جمعیت دارد.